# Marina Maljković
Marina Maljković (in serbo Марина Маљковић?; Belgrado, 26 settembre 1981) è un'allenatrice di pallacanestro serba con cittadinanza francese.
È figlia di Božidar Maljković.